# Conospermum mitchellii
Conospermum mitchellii är en tvåhjärtbladig växtart som beskrevs av Meissn.. Conospermum mitchellii ingår i släktet Conospermum och familjen Proteaceae. Inga underarter finns listade i Catalogue of Life.